# إيرين نيس
إيرين نيس (بالإنجليزية: Erin Ness)‏ هي لاعبة بوكر أمريكية، ولدت في 9 ديسمبر 1978 في نيويورك في الولايات المتحدة.